# Почтовское сельское поселение (Крым)
Почтовское сельское поселение (укр. Поштівське сільське поселення, крымскотат. Bazarçıq köy yurtu, Базарчыкъ кой юрту) — муниципальное образование в составе Бахчисарайского района Республики Крым России.

## География
Поселение расположено на севере района, в средней части долины реки Альма, в горах Внешней Гряды Крымских гор. Граничит на северо-востоке с Симферопольским районом, на востоке — Скалистовским, на юге с Ароматненским, и на западе — с Плодовским сельскими поселениями.
Площадь поселения 88,45 км².
Основные транспортные магистрали автодороги 35Р-001 «Симферополь — Севастополь» и 35Н-019 «Песчаное — Почтовое» (по украинской классификации — территориальные автодороги Н-06 и О-0-10202).

## Население
| 2001  | 2014  | 2015  | 2016  | 2017  | 2018  | 2019  |
| ----- | ----- | ----- | ----- | ----- | ----- | ----- |
| 8439  | ↘8210 | ↗8211 | ↘8150 | ↘8079 | ↘8019 | ↘7977 |
| 2020  | 2021  |       |       |       |       |       |
| ↗8028 | ↗9119 |       |       |       |       |       |

## Состав
В состав поселения входят 1 посёлок городского типа, 11 сёл и 1 посёлок сельского типа:
| №  | Населённый пункт  | Тип населённого пункта      | Население на 2014 год |
| -- | ----------------- | --------------------------- | --------------------- |
| 1  | Почтовое          | пгт, административный центр | ↘3080                 |
| 2  | Заветное          | село                        | ↘472                  |
| 3  | Зубакино          | село                        | ↘144                  |
| 4  | Казанки           | село                        | ↘358                  |
| 5  | Малиновка         | село                        | ↗336                  |
| 6  | Нововасильевка    | село                        | ↘631                  |
| 7  | Новопавловка      | село                        | ↘683                  |
| 8  | Приятное Свидание | село                        | ↘426                  |
| 9  | Растущее          | село                        | ↘356                  |
| 10 | Самохвалово       | село                        | ↘545                  |
| 11 | Севастьяновка     | село                        | →508                  |
| 12 | Стальное          | посёлок                     | ↘56                   |
| 13 | Тополи            | село                        | ↘609                  |

## История
В  1923 году в составе Симферопольского района был образован Базарчикский сельский совет, который на момент всесоюзной переписи населения 1926 года включал 20 сёл:
Так же в совет входило несколько артелей, имевших население: Аджи-Беки (Вера), Алмачик Верхний (Упорный Труд), Свой Труд, точной привязки которых пока нет. Были отнесены к совету вошедшие в состав совхоза Хан-Эли и бывшие имения : Гунали, Панченко , Шакая, Нижний Алмачик, а также несколько десятков железнодорожных и шоссейных будок, казарм и бараков. Получается, сельсовет 1923 года по размерам намного превосходил нынешний. Время переподчинения Бахчисарайскому району пока точно не установлено, известно, что это произошло до 1940 года. Видимо, в те же годы произошло разукрупнение сельсовета — на 1940 год существовали самостоятельные Нововасильевский и Тав-Бодракский сельсоветы и тогда же часть сёл осталась в Симферопольском районе (Молла-Эли, Карач (русский) и Карач (татарский) указом Президиума Верховного Совета РСФСР от 18 мая 1948 года переименовывались как сёла Симферопольского района).
Указом Президиума Верховного Совета РСФСР от 21 августа 1945 года Базарчикский сельсовет был переименован в Почтовский сельский совет. С 25 июня 1946 года сельсовет в составе Крымской области РСФСР, а 26 апреля 1954 года Крымская область была передана из состава РСФСР в состав УССР. На 15 июня 1960 года совет имел следующий состав:

| - Емельяновка - Казанки - Малиновка - Мироновка - Ново-Павловка | - Новопанченко - Почтовое - Приятное Свидание - Тополи - Яблоково |

В 1960 году Почтовое приобрело статус посёлка городского типа и сельсовет был преобразован в Почтовский поселковый совет. Состав поссовета из 13 населённых пунктов определился после 1977 года.
С 21 марта 2014 года в составе Крыма аннексировано Россией.
Статус и границы новообразованного сельского поселения установлены Законом Республики Крым от 5 июня 2014 года № 15-ЗРК «Об установлении границ муниципальных образований и статусе муниципальных образований в Республике Крым».